# Gy (Scarpe)
Der Gy ist ein Bach im Norden von Frankreich, der im Département Pas-de-Calais der Region Hauts-de-France westlich der Stadt Arras verläuft.

## Geografie

### Verlauf
Der Gy entspringt einem kleinen See im Gemeindegebiet von Montenescourt, entwässert generell Richtung Ostnordost durch die Landschaft des Artois und mündet nach rund acht Kilometern an der Gemeindegrenze von Duisans und Marœuil als rechter Nebenfluss in den Oberlauf der Scarpe. Im Mündungsabschnitt quert der Gy die hier Autobahn-ähnlich ausgebaute Route Départementale D939 sowie die Bahnstrecke Arras–Saint-Pol-sur-Ternoise.

### Durchquerte Gemeinden
(Reihenfolge in Fließrichtung)
- Montenescourt
- Gouves
- Agnez-lès-Duisans
- Duisans
- Étrun
- Marœuil